# Tintin : Objectif Aventure
Vous lisez un « bon article » labellisé en 2012.
Pour les articles homonymes, voir Tintin (homonymie).
Tintin : Objectif Aventure est un jeu vidéo de plateformes et d'action-aventure édité et développé par Infogrames, en collaboration avec le studio satellite Moulinsart Multimédia. Le jeu vidéo est initialement commercialisé en Europe sur PlayStation le 21 septembre 2001, puis adapté et distribué par Atari Inc. sur Microsoft Windows le 16 novembre 2001. Il est le premier jeu vidéo en trois dimensions de la franchise Tintin, cinquième opus du nom, succédant à Le Temple du Soleil sorti en 1997, et précédant Le Secret de la Licorne sorti en 2011. Il a été faiblement accueilli par la majorité des critiques, bien que leurs avis soient partagés.
Le jeu met en scène les personnages issus de la célèbre série de bandes dessinées Les Aventures de Tintin d'Hergé, en particulier Tintin et son chien Milou se lançant tous les deux dans de nombreuses aventures. Endormi par la soporifique invention du professeur Tournesol, Milou se remémore les aventures qu'il a vécues avec son maître.

## Scénario
La cinématique d'introduction débute au château de Moulinsart, dans lequel plusieurs personnages de la série — Tintin, le capitaine Haddock, Bianca Castafiore, son pianiste Wagner et son assistante Irma, Nestor ainsi que Milou — sont invités pour assister à une projection cinématique du Supercolor Tryphonar inventé par le professeur Tournesol. Le film retrace les péripéties de Tintin. Chaque niveau du jeu s’introduit ainsi, par une courte cinématique extraite de cette projection. Une fois la projection achevée, Milou se réveille content d'avoir de nouveau vécu les aventures avec son maître.

## Système de jeu

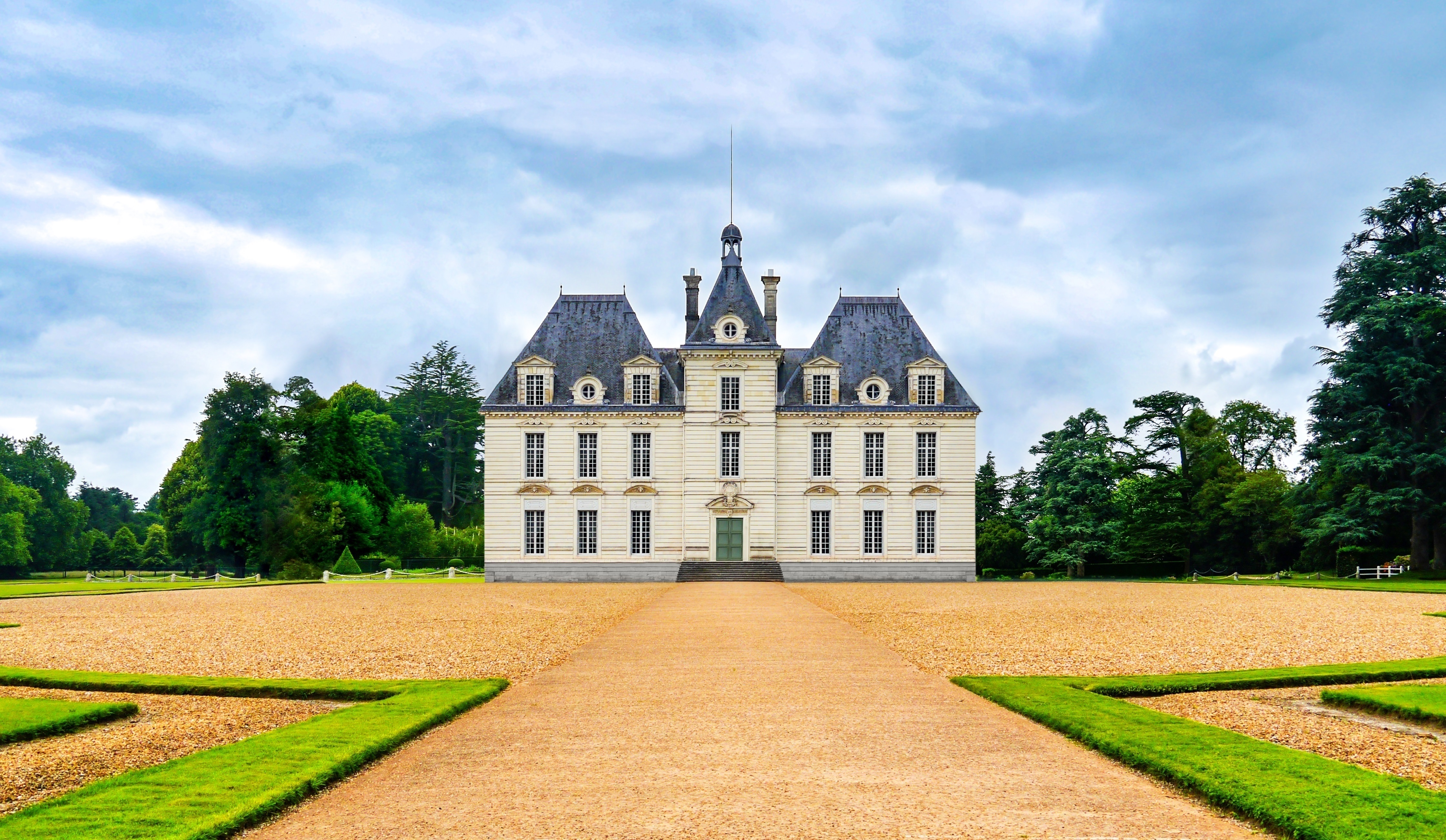
La cinématique d'introduction prend place dans le château de Moulinsart.

Le jeu met en avant les éléments d'un jeu vidéo d'action-aventure ainsi que les éléments et environnements exposés dans la célèbre série de bandes dessinées, intitulée Les Aventures de Tintin, réalisée par l'auteur et dessinateur belge Hergé. Cinq niveaux présentent l'univers de la bande dessinée incluant, par ordre d'apparition, L'Île Noire, Le Trésor de Rackham le Rouge, Tintin au pays de l'or noir, On a marché sur la Lune et Vol 714 pour Sydney,. Le joueur incarne les personnages de Tintin et Milou, tous deux lancés à travers un total de cinq mondes composés de vingt niveaux différents. Ces niveaux sont eux-mêmes composés de parcours d'obstacles, de courses de véhicules motorisés, de combats contre des ennemis ainsi que de niveaux bonus. Ils mettent en scène quatre principaux antagonistes dont le gorille géant Ranko, Jorgen, le Dr Müller et Rastapopoulos,.
Le joueur incarne principalement le personnage de Tintin. Celui-ci possède une assez large variété de mouvements qui lui permet de sauter, courir, marcher, se balancer, s'accrocher et grimper, ainsi qu'un nombre illimité de vies. Il a également la possibilité de faire fuir certains animaux ou d'aveugler des ennemis à l'aide du flash de son appareil photographique, de donner des coups de poing ou encore de jeter des flacons de chloroforme pour neutraliser certains personnages,. Au fur et à mesure de sa progression, le joueur devra collecter des objets, en particulier des « pièces de collection » jaunes et orange à l'effigie de Milou, qui lui permettront, si le nombre requis est atteint, d'accéder à des niveaux bonus et à la cinématique finale. Dans les niveaux bonus, le joueur incarne Milou et doit collecter tous les os nécessaires pour terminer sa mission avant que le temps imparti ne soit écoulé,.

## Développement
| Processeur     | Mémoire vive | Carte graphique |
| -------------- | ------------ | --------------- |
| Moins de 1 GHz | 256 Mo       | GeForce 4       |

Tintin : Objectif Aventure est le premier jeu vidéo de plateformes horizontales en trois dimensions de la série des jeux vidéo Tintin à être édité par Infogrames puis développé par Infogrames Paris House, une filiale localisée à Paris,. À cette occasion, Infogrames collabore avec la société Moulinsart Multimédia, filiale de Moulinsart SA, une entité juridique constituée d'une quarantaine de personnes, spécialement créée pour le développement des produits de la franchise. Concernant le développement, des castings d'acteurs sont effectués pour le doublage des personnages. Deux acteurs ont été retenus : Michel Elias et Thomas Maurion . Du côté des musiques et des effets sonores, Michel Bareau, directeur artistique de Moulinsart, demande à Pierre Estève, compositeur et musicien au label Shooting Star, de « voir s'il n'y avait pas moyen de ré-exprimer des sons de manière aussi minimalistes que dans la bande dessinée et de retrouver des instruments purs ». Ainsi, Pierre Estève s'occupera du design sonore et des compositions musicales du jeu vidéo.
Une fois le développement terminé, le jeu vidéo est commercialisé en Europe sur console PlayStation le 21 septembre 2001,. Environ deux mois plus tard, le 16 novembre, il est adapté sur Microsoft Windows et distribué par Atari Inc.,. Les deux versions du jeu ont été adaptées en six langues différentes, à savoir l'anglais, l'espagnol, l'italien, le portugais, le néerlandais et l'allemand, chacune d'entre elles possédant son titre respectif.
Officiellement, il est le cinquième opus de la série des jeux vidéo Tintin, succédant ainsi à Le Temple du Soleil, lancé en 1996 et précédant Le Secret de la Licorne sorti le 20 octobre 2011,. Dès son lancement, le jeu est classé « pour tous publics » par le système d'évaluation du syndicat des éditeurs de logiciels de loisirs puis classé « 3+ » (3 ans et plus) par la Pan European Game Information. Plus tard, la version PC est incluse dans une compilation de huit jeux vidéo intitulée Atari Kids 2006, distribuée par Atari et commercialisée le 27 octobre 2006 sur Microsoft Windows,.

## Accueil
Tintin : Objectif Aventure a été faiblement accueilli par la majorité des critiques, mais les avis restent très partagés. Usul, du site web Gamekult, attribue un 6 sur 10 à la version PlayStation, mais note toutefois une « grande facilité générale » et une « courte durée de vie ». Pilou, du site français Jeuxvideo.com, attribue un 12 sur 20 et met en avant la jouabilité et la bonne diversité sonore du jeu. Il note cependant « une durée de vie très limitée pour les joueurs expérimentés qui viendront à bout de ces aventures en seulement quelques heures en dépit de la vingtaine de niveaux et de la collecte des pièces ». Carine Larsen, du site Micromania, attribue une moyenne globale de trois étoiles sur cinq et note en grande partie les aspects positifs du jeu comme notamment « des musiques variées, des bruitages agréables, un graphisme coloré et très fidèle à l'esprit de la bande dessinée » et qui bénéficie, selon elle, d'une réalisation très soignée.
Matthl, du site Jeuxvideo.fr, attribue un 4 sur 20 à la version PC tout en notant chaque aspect positif et négatif du jeu. Il met notamment en avant la représentation respectée des albums ainsi que la maniabilité, mais il qualifie les graphismes de « lamentables » et les effets sonores de « minimalistes et répétitifs ».
En 2002, Marc Lacombe (Marcus), animateur de l'émission Level One sur la chaîne télévisée française Game One, présente son émission sous les traits du capitaine Haddock et teste les trois premiers niveaux du jeu vidéo. Il qualifie ce jeu de « médiocre » et, à la suite des nombreuses critiques qu'il a reçues, se voit retirer son émission après quelques diffusions, selon lui, sous la pression de la société Infogrames, unique actionnaire de la chaîne.